# Locomotiva Adler
La locomotiva Adler fu una locomotiva a vapore a 2 cilindri interni e a semplice espansione, con rodiggio 1-A-1, progettata e costruita in Inghilterra per conto della ferrovia tedesca Bayerische Ludwigsbahn dopo che questa aveva invano cercata una locomotiva di costruzione nazionale.
Venne consegnata nel 1835 dai pionieri della ferrovia George Stephenson e dal figlio Robert per l'inaugurazione della ferrovia tra Norimberga e Fürth fece il suo esordio il 26 ottobre 1835.
Era una locomotiva Patentee della seconda generazione Stephenson con tender a 2 assi. Il rodiggio adottato con carrello portante anteriore e posteriore rendeva più stabile la marcia oltre a diminuire il peso per asse. La locomotiva venne montata in Germania. Venne utilizzata alla trazione dei treni fino al 1857.
Per la celebrazione del centenario delle ferrovie in Germania, nel 1935 venne costruita una replica della Adler a cura della Deutsche Reichsbahn.
Il 19 ottobre 2005 la locomotiva ed il suo treno Der Adler sono stati distrutti, assieme ad un gran numero di rotabili storici, nel corso di un gravissimo incendio avvenuto nel padiglione museale del deposito locomotive di Norimberga.